# Отокуни
Отокуни (яп. 乙訓郡 отокуни-гун) — уезд в префектуре Киото, Япония.

Расположение уезда Отокуни в префектуре Киото.

По оценкам на 2023 года, население составляет 16300 человек, в уезде 7052 жилых дома. Площадь уезда составляет 6,20 км².
Из-за обилия бамбуковых лесов, по некоторым утверждениям, в этой местности появилась легенда о принцессе Кагуе.
Отокуни расположен на пути из Киото в Осаку, поэтому регион играл важную роль в японской истории. В эпоху Сэнгоку там проходили сражения Тоётоми Хидэёси и Акэти Мицухидэ.

## Посёлки и сёла
- Оямадзаки